# Pericla
Pericla có mặt tự nhiên trong các loại đá biến chất tiếp xúc và là thành phần chính của phần lớn các loại gạch chịu lửa. Nó là dạng tinh thể lập phương của magiê oxide (MgO).
Khoáng vật này lần đầu tiên được miêu tả năm 1840 và được đặt tên từ tiếng Hy Lạp περικλάω (to break around) để chỉ tới vết vỡ của nó. Điểm lấy mẫu chuẩn là Monte Somma, tổ hợp Somma-Vesuvius, tỉnh Napoli, Campania, Ý.
Tên gọi cũ của khoáng vật này là Magnesia. Các loại đá lấy từ khu vực Magnesia ở Anatolia cổ đại chứa cả magnesi oxide lẫn magiê cacbonat ngậm nước cũng như các loại oxide sắt (như magnetit). Vì thế các loại đá này, được gọi là đá Magnesia thời cổ đại, với các tính chất từ tính là nguồn gốc của các từ trong một số ngôn ngữ phương Tây để chỉ nam châm (magnet, magnete) và từ tính (magnetism, magnétisme).
Pericla thông thường được tìm thấy trong đá hoa được sinh ra do sự biến chất của các dạng 
đá vôi dolomit. Nó rất dễ bị biến đổi thành brucit theo các điều kiện môi trường gần bề mặt.